# 台灣盲人重建院
財團法人台灣省私立台灣盲人重建院（英語：Institute for the Blind of Taiwan）創辦於1951年12月，前身為美國盲人基金會台灣分會，是在孫理蓮宣教士協助下，獲得美國海外盲人基金會經濟與技術援助，在台灣開始從事盲人職業重建訓練和福利工作。1958年向台灣省政府社會處登記立案為慈善救濟機構，正式成立台灣盲人重建院，由曾文雄任院長。分別在台中市及高雄市成立社區型服務據點，2012年承辦高雄市視覺障礙者社會重建中心，2017年承辦臺中巿視障者生活重建中心。

## 外部連結
- 台灣盲人重建院官方網站 （页面存档备份，存于）（繁體中文）